# محمد حفيظ قريشي
محمد حفيظ قريشي - (31أكتوبر 1930 - 11 أغسطس 2007)، المعروف باسم حفيظ قريشي، كان مهندسًا ميكانيكيًا وعالمًا نوويًا باكستانيًا. مدير معهد التطوير التقني وهو معهد يقوم بتطوير الطاقة الذرية لاستخدامها في صناعة وتصميم الأسلحة النووية في السبعينات. وكان معروفًا بدوره كمهندس تشخيص لقدرات بلاده النووية.
قضى حياته المهنية في العمل في المعهد الباكستاني للعلوم والتكنولوجيا النووية، حيث أشرف على التشخيصات الخاصة بالتجارب دون الحرجة على الأسلحة النووية حيث اكتسب خبرة في التطبيقات الهندسية للفيزياء النووية.

## الحياة المبكرة والتعليم
ولد محمد حفيظ قريشي في كابورثالا، والتي تعد الآن جزءًا من البنجاب في الهند، لعائلة مسلمة هندية تتحدث اللغة البنجابية ، وذلك في 31 أكتوبر عام 1930م، ثم هاجرت عائلته بعد ذلك من الهند إلى باكستان في فترة ما بعد تقسيم الهند التى كانت تخضع للحكم البريطاني في عام 1947م، واستقرت في كراتشي بالسند. تخرج قريشي من مدرسة ثانوية محلية، ثم ألتحق بجامعة كراتشي في عام 1956م، كان بعمل ميكانيكي للسيارات للإنفاق الجزئي على دراسته.
وكان يرافقه في مسكنه الجامعي زميل دراسته وصديقه محمد جميل عالم الفيزياء البصرية البارز، والذي كان حاضرًا عندما أختبرت باكستان أجهزنها النووية في سلسلة تلال رأس كوه. حصل قريشي على درجة البكالوريوس في العلوم تخصص الفيزياء، وحصل على منحة دراسية لأستكمال دراسته في جامعة ولاية ميتشيغان بالولايات المتحدة الأمريكية.
التحق قريشي في جامعة ولاية ميتشيغان بقسم الهندسة وحصل غلى درجة البكالوريوس في العلوم في الهندسة الميكانيكية ، ثم حصل على درجة الماجستير في العلوم تخصص الهندسة الميكانيكية ، وقد احتوت أطروحته في الهندسة الميكانيكية على عمل حول تطبيقات ميكانيكا المواد. في عام 1960 تم قبوله في برنامج الدكتوراة في الهندسة الميكانيكية في جامعة ولاية ميتشغان ، لكنه نرك دراسته للدكتوراة لأسباب غير معروفة وعاد إلى باكستان. وبعد عودته قي 1960م، انضم قريشي إلى مختبرات كراتشي الميكانيكية ، ووجد فرصة للعمل في هيئة الطاقة الذرية الباكستانية في عام 1963م، حيث لنضم إلى فريق العمل بقيادة الدكتور نعيم أحمد خان في لاهور.

## حياته العملية
في 1963م عمل قريشي كمهندس تصميم في هيئة الطاقة الذرية في لاهور، حيث أشرف على تركيب أول مولد نيوتروني. وفي عام 1965م أنتقل قريشي إلى نيلور للانضمام إلى معهد باكستان للعلوم والتكنولوجيا النووية، حيث كان عضوًا من الفريق الذي صمم أول مفاعل نووي في بلاده ، وفي عام 1967م انتقل قريشي إلى مجموعة الفيزياء النووية للعمل تحت إشراف نعيم أحمد خان والذي كان يحقق في جدوى أجهزة الطرد المركزي الغازية للتخصيب الصناعي.
وقد شملت مجموعة الدراسة هذه كل من سلطان محمود وسمر مباركمند، إلا أن قريشي ترك المشروع عندما انضم إلى فسم تطبيق النظائر المشعة في المختبر تحت إشراف نعيم أحمد خان، وفي ديسمبر 1971م تم تعين قريشي مديرًا لقسم تطبيق النظائر المشعة بدعم من الدكتور نعيم خان.

## حرب 1971 ومشروع القنبلة الذرية
في عام 1974م تمت دعوة قريشي من قبل كل من: منير أحمد خان ومحمد عبدالسلام للمشاركة في تطوير الأسلحة النووية ، وطلب منه تصميم وهندسة وتصنيع مكونات التصميم والعدسات المتفجرة اللازمة لتفجير السلاح النووي. وسرعان ما انضم قريشي إلى المختبر الموجود في كانتون واه وتعاون مع الدكتور زمان الشيخ الكيميائي الفيزيائي والمختص في المتفجرات من منظمة العلوم والتكنولوجيا الدفاعية. وقد أى ذلك إلى انشاء مجموعة علماء واه ، والتي عملت على الجانب المعدني للجهاز النووي. وقد تم عقد عدة جلسات حول جدوى الجهازمن خلال علماء مجموعة واه ، وباشتراك كل من ، محمد عبدالسلام ورياض الدين من مجموعة الفيزياء النظرية، وأصغر قادر ومنير أحمد رشيد من مجموعة الفيزياء الرياضية، وإشفاق أحمد من قسم الفيزياء النووية . كما اتخذ علماء مجموعة واه مبادرات في تصميم مكونات ميكانيكية وكيميائية عالية الدقة. وبحلول عام 1979، كان علماء مجموعة واه تحت قيادة حفيظ والشيخ قد طوروا مجموعة واسعة من العدسات المتفجرة، ومكونات التصميم التي يتم الانتهاء منها عن طريق التحكم العددي بالكمبيوتر ، والمواد شديدة الانفجار القائمة على البوليمر، وآليات الزناد. وقد أشرف حفيظ قريشي إلى جانب سمر مباركمند على برنامج التشخيص والاختبارات دون الحرجة للأسلحة النووية بصفته مديرًا للاختبارات حتى اجراء الاختبار النووي الكامل في سلسلة تلال راس كوه عام 1998م.

## الوفاة والتكريم
توفي قريشي في 11 أغسطس 2007م لأسباب طبيعية عن عمر يناهز 76 عامًا ، وقد تم تكريمه بأعلى أوسمة وطنه بما في ذلك وسام ستارة امتياز 1992م، ووسام هلال امتياز عام 2002م. من رئيس باكستان. وفي عام 2023، قبلت حكومة باكستان التوصية بتكريم خدماته بوسام نيشان الامتياز ، والذي حصل عليه في عام 2024م.